# بيغوم رقية
بيغوم رقية سخاوات حسين، المعروفة باسم «بيغوم رقية»، كاتبة ومفكرة وتربوية وناشطة اجتماعية ومدافعة عن حقوق المرأة من البنغال، ولدت في 9 كانون الأول (ديسمبر) 1880 وتوفيت في 9 كانون الأول (ديسمبر) 1932. sكتبت بيغوم رقية الروايات والقصائد والقصص القصيرة والخيال العلمي والهجاء والأطروحات والمقالات. في كتاباتها، دافعت بيغوم عن فكرة معاملة البشر رجالاً ونساءً على قدم المساواة بعقلانية، وأن الافتقار إلى التعليم هو السبب الرئيسي وراء وجود نساء جاهلات أو متخلفات. من أعمالها الرئيسية "Abarodhbasini"، وهو نوع من الهجوم الحماسي على التطرف الذي يعرّض حياة النساء وأفكارهن للخطر؛ رواية حلم السلطانة، وهو رواية خيال علمي تدور أحداثها في مكان يدعى أرض السيدة، وهو عالم تحكمه النساء، "Padmarag" (جوهر اللوتس، 1924)، وهو عبارة عن رواية نسوية خيالية، "Motichur"، وهو مجموعة من الروايات في مجلدين.
اقترحت رقية أن تعليم المرأة هو ضرورة قبل أي شكل آخر من أشكال تحرير المرأة. وعليه فقد أسست أول مدرسة لتعليم النساء خاصة الفتيات البنغاليات المسلمات في كلكتا. ويقال بأن رقية كانت تنتقل من منزل إلى آخر لإقناع الآباء بإرسال بناتهم إلى المدرسة. عملت على إدارة المدرسة حتى وفاتها على الرغم من الانتقادات المعادية والعقبات الاجتماعية المختلفة.
عام 1916، أسست بيغوم جمعية النساء المسلمات، وهي منظمة دافعت عن حق المرأة في التعليم والعمل. عام 1926، ترأست رقية مؤتمر تعليم المرأة البنغالية والذي عقد في كلكتا، وهو أول محاولة كبيرة من نوعها لجمع النساء معاً لدعم حقوق المرأة في التعليم. شاركت رقية في نقاشات ومؤتمرات تتعلق بالنهوض بالمرأة، واستمرت في هذه الأنشطة حتى وفاتها في 9 كانون الأول (ديسمبر) 1932، وذلك بعد وقت وجيز من ترأسها مؤتمر المرأة الهندية.
خصصت بنغلاديش يوم 9 ديسمبر من كل عام للاحتفال بأعمال بيغوم رقمية وإرثها
عام 2004، كان ترتيب رقية في الرتبة السادسة في استطلاع أجرته هيئة الإذاعة البريطانية عن أعظم الشخصيات البنغالية في كافة العصور.